# 六四事件中的上海市
1989年春夏之交，中华人民共和国爆发全国性抗议运动,史称六四事件或八九民运，中国官方称1989年春夏之交的政治风波。期间作为中国重要的大城市，上海市各地也有抗议、游行、罢课、集会及其他政治表达行为。这些活动多由学生、工人主导，也包含市民等群体发起，与全国范围内的抗议相呼应。
在胡耀邦之死，八九民运爆发前，部分民运人士就开始在上海酝酿或参与当时的民主运动。1989年4月4日，民运人士陳軍从北京到上海推動支持魏京生的簽名運動，被当局以非法兌換外匯券爲由扣留。此后陳軍被当局以「自願離境」名义从上海離开中国，从香港返美。4月5日，海外民运组织中国民联的胡平透露，五四期间，中国民联拟在上海等地安装传真机，随时传递大陆民运或学潮的信息。公安部亦报告，上海理论界、文化界一些思想活跃分子准备在五四七十周年之际提出四个反思，对共产党提出质疑：（1）五四至今从封建阶级到官僚阶级的统治，（2）马克思主义在中国能否行得通；（3）十年改革乱哄哄，（4）共产党四十年的统治。

## 4月
胡耀邦去世后，從4月15日下午開始，復旦大學、華東化工學院出現悼念胡耀邦的標語、輓聯及大小字報。4月16日晚，复旦大学3108教室举行了一场追悼胡耀邦的仪式，室內外集聚约500人参加，20多人自由發言。深夜,約千名復旦學生遊行至同濟大學集會。有學生發言:「一定要爭取民主,民主是我們的」。隨後,兩校數百名學生在學校周圍遊行,呼喊「要民主」、「要自由」等口號。截至16日晚8时，上海近十所高校，包括华东政法学院、华东师范大学、上海财经大学等，均出现了类似的大字报。官方還指华东师范大学有学生用砖块砸门窗玻璃，或烧自己的衣服。
4月17日，華東政法學院、財經大學等校出現包括「金星遠逝,人傑長眠」、「耀邦同志,你太慘了!中國太慘了!人民需要你,中國需要你!」、「胡耀邦為民主而獻身的勇氣和精神,將永遠激勵我們!」、「要爭取民主,民主是我們的!」、「四項基本原則是禍國之源,民主自由是興邦之本。」等標語、輓聯及大小字報。当晚，华东师范大学近千名学生走出校门，举着“悼胡公”“沉痛悼念耀邦先生”等横幅，携带两个花圈，前往中国纺织大学和上海交通大学串联，但未获明显响应，至次日凌晨3时返回学校。走之前他们还对中國紡織工業大學的學生說「你們的校名都是耀邦題寫的,你們太差勁了」。晚10时，复旦大学数百名学生出发，11时抵达同济大学，聚集超千人后前往上海市政府和市人大常委会，要求与市领导对话。他们举着「沉重悼念胡耀邦」、 「耀邦,我們來了」、「士為知己者死」等橫幅，至次日凌晨4时散去。中共中央政治局委员、上海市委书记江泽民连夜召开紧急会议，决定以市委、市政府名义发布通告，要求悼念活动在本单位内进行，强调维护上海生产、学习、生活秩序，警惕有人借机挑起事端。該通告於次日早晨廣播和登報。
4月18日，「華東師大」、「紡織工業大學」四千餘名學生上街遊行。由数千名学生组成的团体开始公開悼念胡耀邦。一些人甚至要求与市政府官员见面，但最终以失败告终。上午，上海市委向中共中央報告上海高校學生悼念胡耀邦的情況和市委的對策。
4月19日，上海市政府發佈限制民眾悼念胡耀邦活動的通告，指出要「嚴防壞人借題發揮,挑起事端,進行破壞活動」。下午1時半,復旦、財經大學、建築學院、輕工專業學校約六百名學生到同濟串聯。200多名學生打著 「還我方勵之、劉賓雁、王若望」、「用我們的熱血為後人簽發通行證」、「沉痛悼念胡耀邦」、「民主萬歲」等橫幅遊行,先到上海市政府,後到人民廣場集會,演講，随后學生返校。当日，有人在人民广场上海人大常委会门前的的交通栏杆上挂出四条横幅，引来几千人围观，造成交通堵塞。黄浦分局刑侦队便衣挤入人群，以“这里不安全”为由摘下横幅，把人群引出广场。一名示威者问便衣是否大学生，便衣则反问其是否大学生。此人语塞后离开，其他便衣警察趁机裹走了横幅。
大多数学生的活动都相对平和。上海立場靠近改革派的《世界經濟導報》在胡耀邦死后第4天（4月19日）召開編務會，認為悼詞應該帶有實質性內容而不是一般的哀悼，決定出版紀念胡耀邦的專題報導。其中一篇由嚴家其所撰寫的文章中，便對北京市學生發起的抗議活動給予正面評價，並且呼籲重新審視1987年要求胡耀邦下臺的作為。
4月20日，上海市委宣傳部得知《世界經濟導報》將開辟專欄悼念前總書記胡耀邦，市委宣傳部長陳至立隨即告知市委書記江澤民。由于内容敏感，曾慶紅与欽本立討論第439期《導報》清樣問題時，要欽本立刪節500字，主要是严家其、戴晴等人的發言。直至報紙出廠時間過後，當江澤民和汪道涵硬壓軟勸要欽本立同意刪節，欽本立才勉強同意刪除相關內容，卻發現十几万份報紙都已印好；400份已批發給報攤，還有大批報紙已送往北京。當局只能攔住通過郵局傳遞的《導報》，對於內部直送和街頭販賣的《導報》則無能為力。最后雖然追回兩万份，但報紙的發行已經造成影響。
4月21日，上海市委在錦江飯店召開會議，由市委宣傳部長陳志立、市委副書記曾慶红主持，宣佈從即日起對《導報》進行審查。次日，胡耀邦追悼會当天，该报的报刊送交上海市委, 市委要求其改版，而總編輯欽本立则堅持出版原版，导致当天报刊出现两个版本。之后尽管外媒开始报道该报即将被查封的消息，但其編輯部成員对此并不知情。期间，钦本立多次被市委召见，并因連日勞累而病倒。因其家中來訪與電話不斷,經導報領導決定,让其暫時離家休息。4月26日《人民日報》發表社論《必須旗幟鮮明地反對動亂》后，江澤民得知中央政府的立場，召開市委書記緊急會議。同日，在有一万四千名党員參加的大型集會上，江澤民宣布停止欽本立的領導職務，整頓《導報》。4月27日，江澤民派劉吉、陳至立負責的「上海市委整頓領導小組」(共有孫恒志、馬達等四人)進駐《導報》。上海市郵電局職工和前來没收、扣壓報紙的上海市委打手發生了扭打事件。江的做法在当时和之后都贏得保守派的正面評價。
与此同时，上海市民、工人和学生对世界经济导报的处理不满加深。同时全国各地的声援信件、电报也发往上海。有一名寶鋼工人在來電表示“如果上海市委再這麼搞下去,我們工人也要罷工了”，也有人写信给世界经济导报，指“改革、開放、公開性、民主化是世界潮流必勝無疑，并认为導報“是全國編得最好的一張報紙”。有人认为上海市委不允許“說真話的導報存在 ,是在推動中國走向黑暗”。一些讀者來信說“動亂的原因之一是新聞不真實,說假話,若這方面再得到鼓勵意味著鼓勵動亂”，一名鄉鎮企業的工人表示“ 三年前我對中國的改革充滿信心,今天(聽到導報被整頓消息後)我可以說是判若兩人”。
4月20日中午，复旦大学、财经大学、建筑学院、轻工专业学校约六百名学生到同济大学串联。傍晚，复旦逾千名學生在外滩和南京路打着标语、横幅上街游行，先到上海市政府，后到人民广场，近500人到广场演讲，沿途也有学生进行演讲，吸引万余人围观。警方采取措施将演讲学生围成一圈，要求进入者出示学生证，未干预演讲。示威者标语、横幅包括“还我方励之、刘宾雁、王若望”、“用我们的热血为后人签发通行证”、“沉痛悼念胡耀邦”、“民主万岁”等。晚上游行的学生返回学校。華東師大则有逾四千名學生冒雨在校內集會，抨擊時政,要求民主、自由。
4月21日，復旦學生公佈《行動方案建議》,提出22日上午10時半在人民廣場召開“全市大學生悼念胡耀邦大會”。次日（22日）下午,數百名學生在人民廣場靜坐。華東師大的學生則在校內舉行追悼會及遊行。4月23-24日，學生繼續遊行，也有人開始罷課。
4月25日，上海高校传播“北京情况”的宣传品增多，复旦大学、同济大学等校出现相关大字报、照片和传单，内容涉及“四二零事件真相”““四二一游行始末”“十万学生和平请愿”等。王若望發表《致鄧小平公開信》，批評鄧小平「倒行逆施」,「鎮壓民主運動」,並要求鄧在“在歷史的十字路口”“不可一誤再誤”。深夜，華東師大近千名學生在校園集會抗議提前播報的四二六社論。
四二六社論發佈后，上海发生了大规模抗议活动，很多学生参加了罢课。对世界经济导报的处理亦引起新聞工作者的反彈，学生和记者也開始变得激动。4月27日，復旦大學學生試圖衝出校門，響應北京學生大遊行,要求與江澤民對話,抗議上海市委查封世界經濟導報。复旦、上海财经、師範、华东政法大学等校都发现有来自北京的学生到校串联。在复旦大学学生集会上，一自称是北大筹委会成员，并亮出北京大学学生证的人，发表演讲。
期间“上海市高校学生自治联合会”（高自聯）、“上海工人自治联合会”（工自聯）等组织成立。4月29日晚上，中央电视台播出了袁木等人与学生的对话录像后，继续有大学生因为不满，上街或在校内进行游行，抗议袁木讲话。4月30日，上海一些高校出现呼吁5月4日上街游行的大字报，还有的学生秘密串联筹备五月四日的游行。中共上海市委则要求各校在5月1日前后抓紧做工作，一律不承认学生“非法组织”，劝说学生不要罢课，要采取一切措施劝阻学生上街游行，要避免流血事件。

## 5月
5月1日凌晨，复旦大学、上海交通大学、华东师大都有人贴出大字报，提出5月2日罢课、游行。学校保卫部门则在清晨将大字报揭掉。当晚，复旦大学300多名学生在3108教室选举学生自治会、“非常学生会”，散发了“上海高校学生联合会公告”等四份传单，会议由管理学院科学系86级学生张才（姚勇战）主持，宣布5月2日下午同济大学、华东师大、上海交大等校将一起行动集合上街游行。晚上，同济大学逾500名学生在129教室开会，由八六学潮骨干、化学系84级学生曹建华主持并宣布，5月2日上午全校罢课，下午1时半在校门口集合，等待复旦大学学生游行队伍到来后，一起行动。
復旦學生會、研究生會聯合起草了《致市領導的一封公開信》要求肯定學生的“愛國行動”,正視學生的對話要求。有人提議次日為統一行動,要成立全市學生聯合會。遊行的訴求包括將4月24日的《世界經濟導報》原版重新發行，要求政府不得以任何形式及藉口進行報復等。會上還散發了一份傳單詳細提出了「全市高校學生總遊行的綱領、目的、要求、行動安排等」，亦有題為《上海市高校聯合會公告》的傳單在上海各高校散發：
我們決定於5月2日舉行全市高校學生總遊行,現特公告如下:
(一)綱領:我們的行動決不是反對共產黨,而是發揚五四光榮傳統,支持和推動政治體制改革,促進民主進程。
(二)目標:1.結社自由,我們的組織應是合法的。2.遊行自由,廢除限制遊行的條例。3.新聞自由,開放報界,解除報禁,如實報導全國各地的學生運動。4.出版自由, 允許私人辦報。
(三)要求:1.保障同學安全。2.如實報導這次遊行。3.抗議警察打人,懲處兇手。4.解釋海南出租。5.解釋《世界經濟導報》的查禁。6.調查嚴懲破壞分子。

(四)標語口號,不得超出本綱領,更不要有反動口號。
根据上述情况，中共上海市委要求各高校采取一切措施，抓紧工作，稳定局势。对于煽动学生上街的大小字报，要坚决揭掉。明确宣布罢课是非法的，绝不允许阻止学生上课，只要有学生来上课就要坚持授课。要立即做游行组织者的工作，尽力把游行队伍拦在校内。
5月2日中午，华东师范大学、复旦大学、同济大学、上海外语学院等学校，近萬名学生走出校门。其中华东师大逾4千名学生于下午1时走出校门游行，于下午3时率先抵达人民广场。他们打着“声援北京学生，爱国无罪”、“严惩腐败除官倒”、“恢复导报原状”、「新聞要說真話」、「開放報禁,還我導報」、「新聞自由是自由的根本」、“把教师待遇提高到乞丐之上”、“增加政治透明度”、「假如你不讓人們寫出事實,你就是有心遮醜」、“北京流泪，上海流血”等横幅上街游行，学生们边唱国际歌，边散发油印的“告上海市民书”的传单，全文大意为：
1、声援北京学生运动；
2、要求政府减免上海上缴财政款；
3、要求撤销对《世界经济导报》的处理；
4、恢复钦本立职务，补发四月二十四日导报；
5、新闻自由，新闻要说真话；

6、采用游行示威是为了清除腐败，振兴经济。
游行中，复旦大学、同济大学的学生游行队伍一起行动，队伍前有两面蓝旗开道，复旦的蓝旗上绣着“民主”两个红字，同济的蓝旗上绣着“自由”两个红字。标语、口號还包括「學生愛國、貪官該死」、「結社自由、保障人權」、「新聞自由,強烈抗議查禁《世界經濟導報》」、 「要求對話」、“打倒官倒,反對特权”「保持黨的正確領導」、「民主萬歲、自由萬歲」、「發揚五四科學民主精神」、「不讓人民說真話,就不是強大自信的表現」等。華東師大一位研究生演講认为這次學運與文革時期完全不一樣，认为文革是愚昧與狂熱的匯合，而此次学运很有秩序。
游行队伍经过上海市区主要街道，导致大量围观群众。游行队伍于3时抵达人民广场举行演讲和静坐。大約有8000人來到人民廣場静坐以及发表演讲，并在給市領導的請願書上签名。当天18时左右，游行的学生开始向上海市政府聚集，两名学生代表递交了署名“上海市高校联合会”的抗议书，要求与市政府领导对话，内容为“强烈要求恢复钦本立总编职务；强烈要求真正的游行自由，修改游行条例；强烈要求政府出公告保障学生运动参加者的人身安全，不得以任何形式、借口进行报复；强烈要求各种新闻媒介客观、及时地报道这次学生运动”，并声称如不答应要求，将号召全市高校举行无限期的罢课，并再次来市政府示威。請願書遭到市政府信訪辦公室退回。在警察禁止旁观者进入广场之后，学生们又搬到了外滩，在那里人数激增到大约8000，并繼續静坐到深夜，聚集在市政府大楼前的游行队伍陆续散开。这是胡耀邦逝世以来上海学生游行规模最大的一次。上海市政府發言人表示這次遊行未向公安部門申請批准，违反了法规。晚上,市委书记江澤民在虹橋迎賓館會見西德經濟合作部長瓦恩克,對記者表达其对学生游行的看法。
由于市政府未理会学生诉求，5月3日上午,復旦、華東師大、同濟有7000學生罷課。高校出现呼籲罷課的大字報、標語、傳單,鼓動無限期罷課,并呼吁罷課期間在宿舍、圖書館自習。有大字報說:「政府欺我們學生軟弱,連四條要求都不屑於答覆我們,昨天參加遊行的學生們忍饑挨餓,腰酸腿疼,難道我們所付出的代價就白搭了嗎?」。5月3日，上海《青年報》有記者編輯以個人簽名的形式向《世界經濟導報》致送慰問信，次日又有《文學報》、《文匯報》、《新聞報》等三家報紙的記者編輯加入。同日，华东师大、复旦、同济传出消息，次日上午上街游行到市人大门口集中。
5月4日，凌晨，復旦有人貼出《新五四宣言》等大小字報、 遊行罷課通知。上午，逾万名学生复旦、同济、华东师大的上海学生上街游行，响应当天全国的五四游行，紀念五四运动七十周年。游行队伍中有人演讲，号召“全中国知识分子联合起来”，也有學生宣讀「波士頓來電」。遊行隊伍沿途高呼“民主自由”、“要求对话”、“反對專制、反對獨裁、還我民主、還我人權”、“打倒官倒”“還我導報”“要求對話”“清除腐敗”等口号。儘管學生遊行造成沿途交通受阻，但警察沒有採取阻攔行動。学生从校园游行到外滩上海市政府办公大楼附近，並特意經過《世界經濟導報》社以示聲援。遊行隊伍下午5時許抵達上海市委、市政府前，再次在市政府前静坐。有人在市政府前豎立了模仿美国“自由女神塑像”的塑像，有學生宣讀“四項要求”，要求和上海書記江澤民对话。据報道，他们散发的小册子和传单也讓许多市民支持學生運動。學生們於次日凌晨返校。
5月5日，學生繼續上街游行。5月11日下午，复旦、同济、华東师大的曹建华等“决策组”成员在复旦大学召开中外记者招待会，有《世界经济导报》、《中国青年报》、《中国妇女报》、上海电视台、上海人民广播电台等单位记者出席，约有四百名中外记者和学生参加。会上决定组织以上海高校联合会的名义的七人请愿团赴北京请愿，并于当晚出发。次日晚，7人请愿团抵京，10余名北京学生高举“热烈欢迎上海学生首批请愿团”横幅在北京火车站迎接。随后上海请愿团到达北大，受到北大筹委会欢迎。请愿团赴京途中，列车每停靠车站，就把请愿团横幅挂到窗口进行宣传。曹建华等人继续在同济召集数百名学生开会，议论如果赴京请愿团失败了，如何争取与上海市委对话等问题，并计划成立“民主论坛”或“民主研究会”组织。
5月15日，北京学生的绝食请愿引发上海学生的支持与反响。5月16日，复旦大学有教师提出一份《教师呼吁书》，要求承认学生运动是爱国的；平等对话，解决所提出的一切问题；不对学生打击报复；恢复钦本立的职务，撤出驻《世界经济导报》工作组。当天来自復旦、同濟、上海工業大學等12个不同大学的4000多名学生前往市政府大楼开始静坐，要求上海市委書記江泽民辞职，并向政府提出了新訴求，包括承认学生运动是爱国運動，不惩罚任何示威者，恢復《世界經濟導報》前主編輯欽本立職務，以及学生代表与政府之间进行平等的公开对话 。市领导同意第二天与学生领袖会面。
5月17日，上海工业大学、交通大学、医科大学、师大、复旦、同济、华东师大、中国纺织大学等20多所高校的学生、研究生和教师，解放日报社、世界经济导报社、文汇报社、上海人民广播电台、上海电视台等16家新闻、出版单位的部分职工，九三学社部分社员，共约四五万人上街，继续游行支持北京绝食学生，造成市中心交通瘫痪。上海绝食学生增加到近200人，绝食队伍中有人打出“绝食为了生存”的横幅。游行队伍中出现“小平，谁下台？”“为了宪法贞操”“学生绝食垂危，政府人性何在”等横幅、标语。
到5月17日上午，对话仍未進行，依舊有200名学生留守靜坐，大约40名学生效仿了北京學生行為开始绝食抗议 。当天晚些时候，超过23,000名抗议者以及60名绝食抗议者在政府大楼外集会。但上海市政府卻讓來自官方組織的30餘位學生代表與政府對話，這種形式的對話遭到了很多人的抵制，而且江泽民也沒有出席對話。华东师范大学一个由12人组成的绝食请愿团在赴京途中。
5月18日上午，包括作家和工人在内的十万多名市民參加支持學生的游行。全市有90个单位和学校十万多人在人民广场集合，到市政府门口游行。其中，因为“资产阶级自由化”被开除的前政治人物王若望、作家白桦、演员黄宗英、剧作家宗福先等人身披条幅参加了游行。王若望身上披着“铁石心肠、可悲可泣，救国救民、先救核心”的条幅（六四之后王被以“颠覆无产阶级专政”罪名被捕，入狱14个月）。
中旬，上海浦東中學有學生成立「雙色黨」，宗旨是改变社会主义制度，該黨由委員長及兩位副委員長負責領導，设计了党章党徽，成立初期有黨員廿三人，並開過二次黨代表大會。在此前后，上海地区成立的民运组织还包括「上海愛國工人聲援團」、“中國民主監督同盟會籌委會”、“民主黨派聯盟”、「中國青年民主黨」、「愛國義勇軍」、「赤仔治國自由社（自由社）」、“野鵝敢死隊”等。其中“中國青年民主黨”總書記為翁正明，“赤仔治國自由社”首腦為李治國。同濟大學有人成立“同濟英雄敢死隊”、“同濟大學民主協會”等組織。
5月19日，前往外滩市政府门前声援北京和上海绝食学生的高校学生队伍继续游行。20多所中学、师范的师生和一些小学的教师学生到外滩声援。同济大学、上海财经大学等校和游行队伍中出现批判邓小平和李鹏的横幅、标语，如“我们不要白痴总理”、“垂帘听政何时休”、“打下傀儡，拆掉后台”等。至下午3时，因绝食送进医院治疗的学生累计188人次，仍在医院接受治疗的学生77人。市红十字会在绝食圈内安排了6个检查、治疗点和60名医疗人员，派救护车11辆，防疫车1辆。
为了應對北京宣佈的戒严令，5月20日各院校均有50000名学生到人民广场和外滩游行，超过2万名学生、工人和知识分子在雨中游行抗议。包括复旦大学1万余名、同濟大學5000餘名师生上街游行，呼喊“反对戒严”、“反对镇压”等口号 。5月21日，學生發動全體罷課。15所高校的部分学生、教师和一些工厂的工人共逾十萬人上街游行，呼喊反对邓小平、李鹏、杨尚昆、反对北京戒严等口号，有人打“反对独裁”，“反对警察”，“李鹏下台，小平滚蛋”等标语。世界經濟導報把「同學們！導報永遠和你們在一起」的巨幅標語和北京示威群衆照片張貼在公告欄，以示聲援。还有人散发了各种的传单，谣传一些省市已宣布不承认李鹏政府，邓小平离京、北京有学生死亡等。一些大学生到工厂串联，呼吁工人罢工，被拒绝。还有一些高校出现个别党员以支部或个人名义张贴反对戒严的大字报。
5月22日，上海繼續有示威活動。5月23日，大约有5.5万人到大学校园聆聽學生們的演講，有包括同济、复旦等41所大专院校的四万余名大学生的逾30万人上街游行反对北京实行戒严，围观及自愿追随游行队伍的市民更多，“整个白天上海全城都处于一种亢奋状态之中”。还有部分学生到大型企业演讲鼓动工人罢工。
5月24日，李鹏与上海市委书记江泽民谈话。江泽民坚定拥护中央决定，认为中央决定也是对上海的支持。华东师大一些党员召开全校党员大会，有千余名党员和群众参加。校内出现《华东师大共产党员声明》：“以李鹏为代表的党和国家领导人已丧失了对党心、民心的感应能力和判断能力，其倒行逆施已把我们的党、人民军队、国家又一次推到了动乱、分裂和内乱的边缘”。
在整个運動期間，由於當局徵調民航機載運軍隊赴北京，使得上海機場的部分航班需要停駛。上海公安的便衣人员常混杂在人群中，通过各种手段和方式搜集证据或破坏示威现场。例如某次示威中，上海冶金专科学校几位学生持手提扩音器在路中心演讲，引来市民围观。便衣警察靠上去低声对演讲者提醒其被摄象机拍下，于是学生便离开现场。某次示威中，一名便衣警察因拍照被发现而被围堵，有人叫喊“他是警察，打死他”“抢相机，打开曝光”，这时另外一位便衣，直接在人群高处架起摄象机，并表示其为“干个体的新闻专业户，国外有关系，录像带是发往国外的”，并顺利把一次大规模集会完整地摄录下来，为公安提供了日后的证据。某次虹口区公安一辆为民警送饭的警车被示威者围堵。有人鼓动群众掀翻警车，还拉开车门殴打开车的民警。几名便衣警察挤了进去劝其他示威者体谅警察。示威者让出路来，汽车退了出去。三个便衣在人群散去后悄悄逮捕为首殴打警察的人士。。
5月25日上午，华东师大、复旦、同济、交大等25所大中专院校约25000人上街游行，公开打出“上海高校学生自治联合会”旗帜，有些教授乘坐面包车在前面开道。十时，各路游行队伍进入人民广场，上海高自聯發動了「聲討李鵬 、反對戒嚴」群眾集會。大会会议从下午一时开到二时三十分，有十几个人发了言。上海工人声援团也参加了集会。會議表示要向提前结束在美国访问回国的万里请愿，“要求召开人大特别会议，罢免李鹏，解除戒严令”。会上有人打出了矛头直指中國领导人的横幅标语。
5月27日，萬里在上海發表書面講話，稱學生“愛國熱情可貴”，惟事態發展已“走向反面”，並表示完全支持國務院所採取的措施。5月28日上午，复旦大学、交通大学、华东师范大学等20多所高校二万名学生及中科院、上海市社科院的参与者，响应参加当天的“全球华人大游行”，打着“我们没有话说”、“为民主、为自由，不达目的决不罢休”、“一息尚存，我们要呐喊”、“我们敢于顶着压力干”等标语，先到人民广场静坐、演讲，后到市政府门前，围观群众达三万多人。29日上午，上海交通大学、华东师大等校出现《上海高校自治联合会通告》称“从今日起，开展空校回家运动”并提出四条要求。
5月28、29日，上海高校學生聯合會發動非暴力的不合作活動「空校罷課」。30日，上海高自聯召開「空校誓師大會」。5月30日下午，江泽民从上海乘专机抵京，分别受到陈云、李先念接见，得知将出任中共总书记。到31日，大多数高校坚持上课。但在复旦、同济、华东师大等高校，继续有游行组织者和外来串联人员进行干扰，有人撕毁学校张贴的恢复和维护正常教学秩序的通告，有的指责上课的学生为“蛀虫”、“学贼”。复旦大学还有少数人扬言要组织“敢死队”强行阻止学生上课。同济大学有学生逐日到学生寝室了解不上课学生的人数予以公布，以给上课的人施加压力。有些学生离校回家或外出旅游。有数据指同济大学、华东师大离校的学生已达二三千人。受空校运动影响，一些高校在校学生开始减少，大批学生离校回家。各地官方加强了对学生自治组织及负责人的压力。北高联派遣的“南下民主宣传团”继续在上海高校中活动。

## 6月
6月2日，上海高自聯2000名學生集會抗議「新民晚報」的“歪曲報導”。6月3日，一队着装民警在人民广场西藏路口被示威者分割包围，有人趁机殴打警察。便衣警察插入人群，用自己的身体筑起人墙，同时采用挤、撞、顶、推等动作还击，保护其他警察撤出。上午，北高联的“南下演讲团“到复旦大学展览北京学运图片，引起围观。中午，南下演讲团召集复旦大学绝食团开会，鼓动他们坚持。当晚，北京学生南下宣传队继续在上海铁道医学院演讲，介绍北京学运情况。
由于北京六四清場，从6月3日晚到6月4日清晨起，復旦、同濟、交大和華東師大等學生14所高校的逾3千名学生上街遊行，呼喊“屠杀人民，不得好死”、“打倒李鹏，讨还血债”等口号。上海高自联、工自联與学生上街拦截车辆，在全市交通要道42個地段设置了50多处路障，致使千多辆车辆被堵，攔截軍车，堵塞交通。还有人攻擊清除路障的警察、武警和工人纠察隊。另有500名學生在人民廣場聽取北京的消息。上海市政府在電視電台警告學生“不要以為政府軟弱可欺”。在示威现场，上海公安的便衣亦在人群中活动进行搜证和抓捕。便衣警察锁定一位爬进驾驶室放气，又鼓动推翻汽车的人士，并在下午一路跟踪。但他偏不离开人群，于是一名便衣上去揪住他高喊：“你偷我的车”，几个便衣一起围上，推走了他的自行车。此人之后逃走，并在数日后被公安“以车找人”捉拿归案。
下午五时，高自联组织全市11所高校3000多名学生上街，到市中心和外围各个主要道口，将汽车轮胎扎破横在路口当路障，并组成人墙挡车，致使一千多辆汽车被堵，数万名工人无法上下班。18条公交路线被迫停驶，还有一二百公交车辆轮胎被刺坏或放气。上海医科大学20多名学生在漕溪北路铁道口挡住了金山开往上海的列车，直至公安赶赴现场后撤离。华东师范大学在陸家宅铁道口拦住2000多辆汽车，刺破轮胎，又去公交电车场把门堵住。工廠工人亦發起大規模的罷工抗議行動，一时间上海市的工人缺勤率攀升，一些工厂为此被迫停工，市工业用电量下降。這些舉動使得鐵路與道路交通陷入癱瘓，同時早上許多大眾交通工具也無法正常提供服務:389，英國廣播公司則報導說：「數萬名工作人士因而無法正常上下班。」。
6月5日，上海16所高校逾7千名学生继续上街游行，呼喊“讨还血债”、“反对暴政”等口号。上海师范学院、上海工业大学、上海音乐学院等校少数学生占领校广播站。學生全面罷課,工人罷工。复旦大学、上海交通大学等校学生自治组织在校内设立大喇叭，广播“美国之音”等外台有关北京的消息。当天还有3萬多名學生早上在市内設置路障，在全市交通要道设置120多处路障，封锁公交车场，破坏公交车辆，堵塞隧道交通，致使122個交通道口堵塞，1500多辆公交车辆全部停驶，市區交通全部中斷，其中500多辆被放了气。打浦路、延安东路两个渡口遂道被堵。光新路铁路道口和中山路铁路道口被阻拦，火車運行受阻。交通民警岗亭被占领。交通处门口的五六辆警车被放了气。上海市委党校的一辆大轿车被推翻。两名交通民警被打。郊區企業不足三分之一人上班。
當時幾天民眾嘗試攔截火車，意欲攔下火車上去北京支援被武力鎮壓的北京學潮。6月6日凌晨，上海市政府派遣6,500人強力清除路障，抢运了一大批粮食、副食品及生产急需物资。9所高校的许多学生继续上街。此后又有近萬名學生和市民重新設置路障，连同昨天留下的，全市共有145处。一些学生在被堵路口发表演讲，聚集大量群众。還有數十人臥軌試圖阻擋列車進站。晚8時45分，由北京開往上海的161次列車在進入上海市區光新路道口（京滬鐵路的必經道口，發生前數天都沒有火車通過）時，撞上正在圍觀被堵列車的9名市民，其中5人當場死亡。《人民日報》報導造成6人受傷、6人死亡；《文匯報》則指出有8人當場死亡，另外有30多人受傷。
到了晚上10時，現場聚集3萬多人，铁路道口發生骚乱，上海市政府緊急調派700名公安警察維持現場秩序，併與群眾發生衝突。有部分群眾因不滿列車撞上市民而毆打火車司機，試圖阻止的公安幹警同樣遭受攻擊。群眾縱火焚燒列車車廂以表達不滿，並阻擾消防車救火。161次京沪列车遭到焚燒，一节邮政车厢全毁，最終有8節車廂被焚毀，被燒火車為一列空車。同时6辆公安摩托车遭到烧毁，消防器材亦遭砸毀。沪宁、沪杭铁路中断:403:1199。有民眾指稱撞人火車司機明知道口有大量民眾攔截，卻完全不作減速通過而惡意撞死攔截火車民眾，并有便衣混跡於民眾中。在焚烧列车的现场，上海公安普陀分局刑侦队副队长何志强带领几名技术员、侦察员，拎着勘查、摄录器材，绕过人群进入，摄录了当时的场面。第二天，这些图象记录通过官方媒体播放，并成为日后抓捕、起诉参与者的证据。在示威现场人多的情况下，刑侦处三队的公安定位一名纵火焚烧公安摩托车的人士，一名便衣警察上去用胳膊夹住此人的脖子，同时对人群指其“偷我自行车”，其他便衣警察也跟着喊“这时还偷人家自行车！”，导致其他示威者也要送其去派出所，最后此人被捕。上海公安当时逮捕了11人。有十余人受伤。还有40余名警察受傷（公安指十多名警察重伤）。据回憶者描述：
烧火车的材料是闹事者带的打火机和从隔壁上海硫酸厂拖出来的摩托车中的汽油。激愤的人群在铁路光新路道口将一蒸汽单机拦在道口，接着围观的人越来越多。而161次列车在发现道口没有关闭，有大量人群后紧急制动，制动距离不够，撞死6人伤6人。人群殴打火车司机，副司机重伤。有人点火焚烧邮政车厢，列车着火。消防队赶来，人们阻止灭火，割破水带……许多真的烧火车的都逃了，抓到的几个都是倒霉蛋。其中有个傻子，上海滩有名的‘毛估估’。
6月7日凌晨，在中山北路曹杨路口，普陀分局刑侦队长陈惠德和一名侦察员，发现一名示威者一连将三辆汽车的轮胎气放掉，便尾随其后将其抓获。早晨六时，一些人继续在一百二十多处主要交通干线上设置路障，各种车辆受阻，交通中断。公安机关指其抓获71名几天在市内“搞打、砸、抢、烧的犯罪分子”，大部分是“外地民工和社会闲杂人员”。当日，浦江之声报道上海三天来由于示威活动交通瘫痪。同濟大學、華東師範大學、上海工業大學和上海理工大學等學校學生紛紛強占各自學校的禮堂以及教學大樓，並且將其安排成靈堂以悼念六四事件的傷亡者:407。越來越多學生們參與架設路障阻礙交通的行動，如华东化工学院、华东师大、上海交大、上海铁道医学院的学生，使交通再次全面受阻，但在聽聞上海也有可能戒嚴後便有3,000多人決定暫時離開校園。
當天晚上，上海市長朱鎔基發表電視談話，表示上海交通瘫痪、生产受阻、物资无法运送，出现暴力行为如烧毁车辆、殴打警察，強調「上海不能亂」，提出要“发动群众组织起来”，如成立工人纠察队等组织参与恢复秩序。朱镕基同时警告“社会的闲杂人员、不法分子”“不要把形势看错了，不要以为要变天了”，并表示要对光新路口事件进行“依法从严从重判处”。朱镕基並且提到：「很多同志要求我們動用武裝警察，甚至動用軍隊。我作為市長，在此鄭重聲明，市委、市政府從來沒有考慮過要使用軍隊，從來沒有打算實行軍管或戒嚴。我們只追求穩定上海、穩定大局，堅持生產、保障生活」，“他们是要搞乱上海，是要毁掉上海，是要毁掉我们的人民共和国，制造一场浩劫、一场灾难，把我们上海人民的命运当作他们的政治赌注”。朱镕基亦提醒学生群体“你们的爱国热情，我自己认为是好的，但是你们的行动一直在走向你们愿望的反面……你们现在已经走到了一个边缘。你们是不是已经发现了你们跟那些社会渣滓站在一起了？你们现在的感情很冲动，我无法跟你们讨论问题”，并认为学生等示威者听信了“从国外、从香港来的谣言”，指其为“攻心战”，“在北京发生的事情是历史，历史是没有任何人能够隐瞒的，事实真相终将大白”:410。
6月5日至8日止，上海公安已抓獲90名破壞交通的示威者，亦有破壞交通的人士向上海公安投案自首。6月8日上午，复旦大学有三百余名学生到市内设置路障，有少量人员阻拦、破坏过往车辆。當局表示公安干警及时出动，抓获十余人，控制了事态。全市大部分路障已被清除，主要路口交通已恢复正常。上海交大一百多名学生企图到宝钢鼓动工人罢工，被厂方拒之门外。各厂矿、企业生产基本正常。復旦大學和上海紡織大學等校學生和工人約900人在人民廣場集會，追悼北京死者。各高校也繼續發起“空校”行動。
6月8日，美联社、法新社指上海过去两天所设置的路障大都已被清除，但火车运行仍被打乱，无法恢复正点行驶。上海师大、上海海运学院、上海机械学院等校少数学生继续设置路障。上海交大学生自治会负责人向学校表示不再搞设置路障的活动。上海铁道学院学生自治会负责人在消除路障中帮助维持秩序。复旦大学、上海师大、同济大学等校一些学生仍在校内设灵堂，悼念北京的死难学生和民众。复旦大学有学生在校门口降半旗。复旦大学上午有几百名学生冲击学校印刷厂，要求印制《行动纲领》，下午部分学生占领印刷厂胶印车间，印刷工人不敢帮助印刷，全部离厂。上海机械学院学生自治会组织三四百人参加的沙龙，讨论行动方案。多数人倾向采取激烈行为，如烧汽车，冲击江泽民住宅。
從6月4日至9日,徐家匯、五角場、上海埠、虹口公園、中山路、朝西路、外渡橋、南京路外灘、靜安路等五十多個路口,被示威者設置逾百個路障,阻攔車輛。不少公共汽車及電車司機因爲支持學生,將車停在交通路口,任由群眾將輪胎放氣，全市公共交通癱瘓。6月9日，上海市當局动用工人清除路障，同時5万多名学生、工人、市民不顾当局的警告，举行游行、在人民廣場舉行北京死者追悼會。參加者臂戴黑紗、抬著花圈、舉著校旗進入廣場；廣場不斷播出「北京慘案真相」。游行队伍中出现近千名打着“上海市自治联合总工会”旗号游行的工人。在追悼会中，上海公安南市分局的刑侦队长王根富和队员张锦海等利用递香烟等手段混入圈内，装作工自联的核心人物，并站在他们的旗帜下搜集情报。下午三时，在接到公安“摧毁”工自联的命令后，便衣警察分头跟踪目标，先后抓获五名骨干分子。当日，上海公安捕獲4名攔截車輛、阻礙交通之飛車隊成員，亦抓獲「上海工人自治聯合會」9名领袖及「愛國義勇軍」劉士海、陶文剛、劉冬華、張起旺等四名骨幹分子。
6月10日，上海市府發出通告,明令「上海市高校學生自治聯合會」是“非法組織”,必須立即解散。上海市公安機關捕獲民運組織「自由社」领头者翁正明、李治國。北京「高自聯敢死隊」隊長周少武亦在上海被以搞「非法串聯」罪名逮捕。全市交通全面恢复，生产逐步转入正常。復旦和同濟有近百名學生在上海市公安局前示威静坐，抗議上海工自聯領袖被逮捕，要求释放工自联負責人，并有一人宣布绝食。
6月11日凌晨一时许，静坐的学生全部离去。晚上，“上海高校学生自治联合会”召开常委会，声称“爱国民主运动”已取得了在现在历史条件下所能获得的最大成就，要作好长期斗争的准备。鉴于目前时局，要保护学生现有力量，停止进一步的激烈行动。隨著公安部門大舉緝捕學生與其他參與者，各地示威陸續終止。
6月上旬，上海市區因交通嚴重受阻,波及水運幾陷停頓,造成出口貨物運不到碼頭, 進口貨物全都堆積碼頭,空船積壓港口,直接經濟損失2144萬美元（上海市外經貿委主任事后透露）。而從6月4日至9日，上海市區交通癱瘓導致客貨運輸中斷,大部份企業、工廠被迫停工,商店停業。據上海市工業部門統計,僅6月上旬,全市工業總產值比上年同期下降7.2%,淨減145億元人民幣。上海用電量由6月3日的6,653萬度電降至6月7日的6,128萬度，二輕、冶金、紡織、儀表、船舶、航空、電氣等行業的997企業的職工缺勤遲到率為34.38%，12家企業全部停產，23家部分停工。6月4日至8日，上海有234个路口被堵塞979次，6000多辆机动车被拦停用作路障，其中16辆被掀翻、砸坏、烧毁，铁路运输中断近50小时。全市15個大中型企業被圍堵,工人無法上班,五萬多名工人不能正常上崗。

## 后续
6月11、12日，有6名參加破壞、堵塞交通的示威者前往所在地公安機關投案自首。上海公安公布至6月12日止，在近一週內已抓獲166名“破壞交通、治安秩序、圍攻執法人員”的示威参与者。其中，燒砸列車的有19人,破壞車輛、設置路障的有77人，衝擊黨政機關、公安機關,圍攻毆打公安民警的有21人,成立民運組織、“煽動鬧事”的有34人。6月12日，原「工自聯」成員顧某、曾在北京參與民運活動的外地職工傅某和大學生張某,分別到公安機關登記自首。上海文匯報报道，連日在多次進行“反革命宣傳”的沈志高被公安機關拘押審查，并指沈为“原「文革」造反派頭頭”。
六四事件后，市委书记江澤民在上海市處理具有改革派傾向刊物、积极响应四二六社论的作法，使得他贏得保守势力的支持，獲得提拔而進入中央領導高層，成為中央政治局常委事件中。
事件后，上海“高自联”和“工自联”等组织遭到強行解散，《民主之声》等刊物停止出版。上海高自聯骨幹分子、復旦大學學生、香港居民姚勇戰（又名張才）在虹橋機場出境時被機場公安邊防部門抓獲。袁智明、彭家民等被指控製造光新路鐵路道口騷亂並遭到逮捕。上海市公安局出入境管理處負責人6月20日稱為加強因私出國管理,將分批換發出境卡。
6月13日，文匯報报道曾在黃興路、延吉中路口鼓动群衆、阻塞交通秩序的江林生、錢丁國被公安機關拘押審查。曾在人民廣場多次進行反共宣傳,企圖推翻政府的民運組織「中國民權自治聯合會」带头者徐秉立亦被拘押。6月14日,「上海愛國工人聲援團」成員龔全成到黃浦公安分局投案自首。上海科技大學王洪明、宋烈浦兩名「高自聯」领袖到嘉定縣公安局登記。「上海愛國工人聲援團」九名骨幹成員全部歸案。
6月15日，上海市公安局發出通告，限定“參與一切非法活動者”在7天內到公安機關登記自首,並公佈舉報電話,提供民眾檢舉。此后至19日，有65人到單位保衛部門和住地公安機關登記自首,其中上海高自聯及其他民運組織领袖42人。登記自首的最後一天6月21日，一週來共有114人到單位保衛部門和公安機關登記、自首。從6月15日至21日，已有126名上海「高自聯」、「工自聯」成員到公安機關登記或自首。6月20日，上海当局宣布實行新的簽發出境卡辦法。
6月21日，六四事件后中國政府宣佈第一批執行死刑的犯人。上海市中级法院一审判决因爲「在6月6日沪宁铁路光新路铁路道口严重骚乱事件中放火焚烧列车、肆意破坏交通工具和交通设备」，上海啤酒厂工人徐国明、无线电厂工人嚴雪荣和“無業人員”卞汉武被枪决。包括美国和几个西欧国家请求考慮量刑，但当局仍实施了死刑。发言人没有透露更多细节。三人的死刑为15日宣判，并在6月20日由上海市高級人民法院駁回上訴，終審裁定原判死刑。由於這三位嫌疑人從被捕到正式處決僅用了八天，遠快於正常的案件處理速度，因此部分人士質疑時任上海領導如市長朱鎔基等在處理時違反了中國刑法，也有人質疑其中一名被處決者為精神疾病患者。同日，另六名同案被告亦作出一審判決，彭家明、韋迎春無期徒刑，趙建明有期徒刑12年,艾啟龍、袁智明10年，孫滿紅有期徒刑5年。
6月22日,黃浦區人民法院公判6月4日以來參與“騷亂,攔截、破壞車輛,堵塞交通,聚衆擾亂交通秩序”，並圍攻毆打執勤人員的案件,分別判處尤榮林、趙國正、王勤、李華中(均音)有期徒刑三至七年。6月23日,楊浦區法院以“聚衆鬧事、破壞交通工具”等罪名,分別判處宋瑞英、劉亞捷有期徒刑五年,兪嘉豐、王志強、顧培軍、張克斌爲三至四年有期徒刑。6月24日,黃浦區人民法院召開公審大會,判處「野鵝敢死隊」成員唐忠堅有期徒刑13年,陳宏根有期徒刑11年,展興虎、袁志強有期徒刑各8年;另外戴忠伏,優李勇、顧安榮、劉健、朱銀堂、何恆、胡家豪、孔旭明、董琅君、呂國棟等人亦被判刑。
6月26日深夜，杭州开往上海的364次客车行至沪杭线松江至协兴间时，第7号车厢发生爆炸，死亡24人，重伤11人，轻伤18人，中断运输5个多小时。公安局指爆炸是人为，为“敌人”所作。7月6日，普陀區人民法院召開公審大會,判處光新路鐵路道口騷亂中的参与者唐興良有期徒刑10年,趙家駿、林象利分別爲6年和4年，單宏光、仰大東爲有期徒刑3年,袁國正、錢紅衛分別爲5年和4年。張旻因“坦白交待犯行”當庭開釋。7月18日,「中國民聯」成員楊巍被控繼續以其组织名義進行“反革命宣傳煽動等犯罪活動”被拘留審查。
其他示威的参与者与领导者，部分人也相应被上海警方和司法机关进行逮捕审判。例如“上海工人联合会声援团”召集人王妙根（时有“北京韩东方，上海王妙根”的说法），因领导“非法工人组织”的罪名，未经审判被公安劳动教养两年半，被送去苏北劳动改造。王为孤儿，出狱后又断断续续被关押，收容到精神病院，并与外界失联。石化集团上海炼油厂打字员孙宝强在6月5日下午和6月6日上午，在上海不同地点，如四川北路海宁路小花园处、天潼路长治路口公开演讲谴责中国当局暴力镇压，并带领示威者将堆放在人行道上的竹篱笆搬至天潼路长治路南侧道路中间，设置路障，阻塞交通，被以“聚众扰乱交通秩序罪”判刑3年，是上海唯一因六四事件入狱的女性。官方数据指，共有143名“非法組織成員”到公安機關登記或自首；拘捕273名“各類動亂分子”；破獲3個“反革命集團”和2起“台灣國民黨特務案”。
上海监狱和劳改队也在事后开展以“平息反革命暴乱”为内容的思想政治教育，播放《飘扬，共和国的旗帜》等录像。浦东中学生在民运期间组织的“双色黨”亦被學生家長檢舉而被破獲，官方指这些中学生“动乱期间,多次到市区观看游行,阅读标语,受到严重影响”、“到1990年1月,已发展党员22人”，他们提出““推翻中国共产党领导,在中国建立一个完全资本主义强国”的最高纲领和“建立一个以双色党为中心的真正政党”的最低纲领”“走上了反党反社会主义的道路”。7月2日，據香港「中國通訊社」從上海報導：14名「野鵝敢死隊」成員中，唐堅忠被判14年、陳宏根11年、展興虎、袁志强各判處8年,戴忠等8人分別判處3至5年不等。另「世界經濟導報」記者張偉國、許小薇亦被當局逮捕。
1989-1990學年的復旦大學的學生由於学运而受到集体惩罚，宿舍被限制用电。学生也被要求提前一週返校，非自愿地從事除草、修剪、耙地和粉刷等體力勞動。

## 外部鏈接
- 1989年5月4日，上海各高校举行纪念五四大游行
- 1989年春夏复旦大学及上海市民主运动目睹记
- 八九學運35週年外地學生當年的六四
- 赵康：上海便衣警察记事
- 上海新闻 1989年6月9日 星期五 香港電視
- 台视新闻 1989/05/21 上海大学生游行声援北京的运动
- 台视新闻 1989/06/08 上海发生焚烧火车事件
- 台视新闻 1989/06/11上海在六四发生后的大学校内情况
- 台视新闻 1989/06/21 上海处决三位焚烧火车的民众

## 另見
- 六四事件
- 1989年中華人民共和國抗議地區列表